# Blauwe suikervogel
De blauwe suikervogel (Cyanerpes cyaneus) is een zangvogel uit de familie Thraupidae (tangaren).

## Kenmerken
De vogel heeft een lengte van 11,5 centimeter. Kop, schouders en stuitveren zijn purperblauw. De kruin is turkooisblauw. Rug, vleugels, staart en teugel zijn zwart. De vleugelonderzijde is geel. De snavel is zwart, de ogen zijn donker en de poten rood. Het vrouwtje is olijfgroen en lichter aan de onderzijde. De binnenzijde van de vleugels bevatten iets geel. De poten zijn vleeskleurig.

## Voortplanting
Het vrouwtje legt twee eieren, die gedurende twaalf dagen worden bebroed.

## Verspreiding en leefgebied
Deze soort telt elf ondersoorten:
- C. c. carneipes: van oostelijk Mexico tot Panama
- C. c. pacificus: westelijk Colombia en westelijk Ecuador
- C. c. gigas: Gorgona (nabij westelijk Colombia)
- C. c. gemmeus: uiterst noordelijk Colombia
- C. c. eximius: van noordelijk en het noordelijke deel van Centraal-Colombia tot noordelijk Venezuela
- C. c. tobagensis: Tobago.
- C. c. cyaneus: Trinidad, oostelijk Venezuela, de Guyana's en noordelijk Brazilië
- C. c. dispar: van zuidoostelijk Colombia en zuidwestelijk Venezuela tot noordoostelijk Peru
- C. c. violaceus: van zuidoostelijk Peru en westelijk Brazilië tot centraal Bolivia
- C. c. brevipes: centraal Brazilië
- C. c. holti: oostelijk Brazilië